# Mariivka, Nikopol
Mariivka (în ucraineană Мар`ївка) este un sat în comuna Kirove din raionul Nikopol, regiunea Dnipropetrovsk, Ucraina.

## Demografie
Componența lingvistică a localității Mariivka
     Ucraineană (91,78%)
     Rusă (8,22%)
Conform recensământului din 2001, majoritatea populației localității Mariivka era vorbitoare de ucraineană (91,78%), existând în minoritate și vorbitori de rusă (8,22%).